# Célestin Ringeard
Célestin Marie Georges Maxime Ringeard, né le 29 juillet 1933 à Touvois en Loire-Atlantique et mort en Algérie après la fin avril 1996, est l'un des sept moines de Tibhirine dont le destin a inspiré le film Des hommes et des dieux de Xavier Beauvois, primé au festival de Cannes en 2010. Le procès diocésain en vue de l'ouverture de la cause de béatification des moines et de douze autres religieux ou religieuses, assassinés pendant les « années de plomb » (1993-2000) en Algérie, a démarré en 2007 et a abouti : Célestin Ringeard est proclamé bienheureux le 8 décembre 2018 en même temps que les autres martyrs d'Algérie.

## Biographie

### Jeunesse
Célestin Ringeard naît dans une famille rurale dont le père meurt de tuberculose six semaines après sa naissance. Il est mis donc en nourrice et retrouve plus tard sa mère et sa sœur aînée. La famille a une dévotion pour la Vierge Marie, en particulier celle du pèlerinage local de Fréligné, fêtée le 8 septembre, date de la Nativité de la Vierge. Il fait ses études primaires à Touvois, puis à partir de 1945 au petit séminaire - car il a la vocation - de Legé et de 1949 à 1953 au petit séminaire de Rezé près de Nantes. Il entre ensuite au grand séminaire de Nantes. Ses études sont interrompues en 1957 par le service militaire avec ses classes qu'il effectue à Rennes. À la mi-septembre 1957, il débarque en Algérie et il est affecté au service de santé du 8e régiment d'infanterie de marine basé à Saïda au début de l'année 1958. Il demande avec un autre infirmier qu'un officier blessé du FLN fait prisonnier soit soigné à l'infirmerie plutôt qu'en prison, ce qui lui sauve la vie. Célestin Ringeard retourne au grand séminaire de Nantes en octobre 1959. Il est ordonné prêtre le 17 décembre 1960 pour le diocèse de Nantes.

### Prêtre des marginaux
Célestin Ringeard est nommé au petit séminaire de Legé, puis vicaire de la paroisse de Saint-Herblain où il ne se sent pas compris. Il adhère à la fraternité sacerdotale Jésus Caritas en 1961 et il est nommé vicaire à la paroisse Saint-Dominique du nord de Nantes. Il se rapproche, avec le soutien de son curé l'abbé Clouet, des populations marginalisées et déchristianisées des quartiers défavorisés, dont certains éléments sont touchés par l'alcoolisme, la prostitution ou la délinquance. Il est de plus en plus impliqué dans le soutien de cette population, mais ses méthodes ne sont pas comprises par l'équipe paroissiale et Célestin Ringeard quitte la paroisse en 1975 et s'installe dans une HLM. N'ayant pas de statut officiel, il devient éducateur des rues (ce qui devient d'un point de vue administratif sa profession) et animateur d'un centre social pour personnes sortant de prison. Il milite également dans une association, Vie Libre, pour accompagner les personnes alcooliques ou prostituées et relever les délinquants. Il s'épuise à la tâche, mais trouve un soutien spirituel à partir de 1976 en faisant de fréquentes retraites à l'abbaye de Bellefontaine. La dernière - qui devait durer six mois - en mars 1983 est celle finalement de son entrée définitive chez les cisterciens de la Stricte Observance. Il avait souhaité faire cette retraite après le suicide d'un jeune homme homosexuel qui l'avait appelé à l'aide.

### Trappiste
Le Père Célestin Ringeard fait sa demande officielle le 19 juillet 1983 et commence son noviciat le 8 septembre suivant, à une date particulièrement chère. Le silence des trappistes lui coûte, car il est de nature bavarde et il est gentiment réprimandé pour cela. Il prononce ses premiers vœux le 8 septembre 1985, jour de la Nativité de la Vierge. Deux autres frères de la communauté, le Frère Michel et le Père Bruno, sont partis rejoindre l'abbaye Notre-Dame de l'Atlas en août 1984, il sent également le même appel, mais doit attendre la fin de son noviciat. Il part enfin le 13 septembre 1986 accompagné du Frère Michel, qui était venu en France rendre visite à sa mère malade. Il retrouve à l'aéroport d'Alger, au cours d'un entretien arrangé auparavant, l'officier algérien dont il avait sauvé la vie et qui vient le remercier après avoir cherché sa trace dans ce but pendant plusieurs années.
Célestin fait une dernière visite à sa mère malade du 15 au 25 novembre 1988 qui l'avait toujours soutenu. Célestin est le chantre de la communauté et soigne les chants. Il est également l'organiste de la communauté et le frère hôtelier. C'est une personnalité sensible qui, dit-il en 1989, « a tout à apprendre et tout à accueillir ». Il a le cœur fragile et doit être suivi par un cardiologue de Médéa en décembre 1991 et en mars 1993. La visite des insurgés la veille de la Noël 1993 provoque un choc. Rapatrié d'urgence en France en janvier 1994, il subit six pontages cardiaques en février à Nantes. Il part ensuite se reposer à l'abbaye de Bellefontaine et rejoint Tibhirine à la mi-septembre, mais il est déchargé de son office de chantre. De janvier à fin mars 1995, il aide les frères de l'annexe de Fès pour le choix et la tenue des chants. Il est de retour à Tibhirine, mais sa santé tant au physique qu'au moral demeure fragile. Il ne trouve un réel apaisement physiologique et surtout spirituel que début 1996.
Les moines trappistes sont enlevés dans la nuit du 26 au 27 mars 1996. Une dernière vidéo, tournée par les preneurs d'otages, les montre le 20 avril 1996. Leurs têtes sont retrouvées le 21 mai 1996 au bord d'une route. La nouvelle est rendue publique quelques jours plus tard. Ils ont été décapités comme saint Paul et, comme le remarque le P. Armand Veilleux, procureur des trappistes, comme saint Jean-Baptiste.

## Citations
- « J'ai d'abord à être un proche des nombreux mal-aimés tout autour de moi. » 6 septembre 1986
- « C'est devenir un peu fou que jamais il ne nous oubliera ! C'est impossible, depuis qu'il a, à ses côtés, son bien-aimé crucifié-glorifié. » lettre du lundi saint 1994
- « Ô Dieu, tu es notre espérance sur le visage de tout vivant. » 22 janvier 1996

### Filmographie
- Frère Célestin, film documentaire de Pierre Mailhotte et Houcine Saïdi, 2002.
- Des hommes et des dieux, film de Xavier Beauvois, césar du meilleur film 2011 avec Philippe Laudenbach dans le rôle de Célestin, 2010.